# Советский район (Курская область)
Сове́тский район — административно-территориальная единица (район) и муниципальное образование (муниципальный район) на северо-востоке Курской области России.
Административный центр — рабочий посёлок Кшенский.

## География
Площадь 1150 км². Район граничит с Черемисиновским, Тимским, Горшеченским, Касторенским районами Курской области, также с Воловским районом Липецкой области и Должанским районом Орловской области.
Основные реки — Кшень (протяженность на территории района 12 км), Расховец (25 км), Грязная (26 км), Крестище (17 км), Переволочная (13 км), Городище (10 км), Грайворонка (19 км), Ивица (17 км). Все они являются мелководными.

## История
До образования района на современной территории района находились территории волостей: частично Большовской (ранее Плотавецкая и Каличиновская) Ливенского уезда Орловской губернии, Крестищенская (ранее Краснодолинская, а затем Кшеневская) и часть Рагозецкой (прежде Верхнерагозецкой) Тимского и Среднерасховецкая и Липовчанская Щигровского уездов Курской губернии, а также частично Никольской волости Землянского уезда Воронежской губернии.
Район был образован в 1928 году в составе Курского округа Центрально-Чернозёмной области. Назван Советским по названию административного центра — посёлка Советский (хутор с 1918, 17.07.1958 посёлок Советский объединён с посёлком Кшенского сахарного завода в посёлок городского типа Кшенский). Площадь, занимаемая районом, тогда составляла 807 км², население было 54 817 жителей. Первым председателем Советского райисполкома был избран заведующий орготделом Щигровского исполкома, бывший ленинградский рабочий по фамилии Крылов. Через год район был передан в состав Старооскольского округа Центрально-Чернозёмной области.
После решения ЦИК и СНК СССР 23 июля 1930 года об упразднении округов с непосредственным подчинением районов областному центру произошли административно-территориальные изменения в составе района: к Советскому району отошли Емельяновский, Мансуровский сельсоветы Черемисиновского района (которые прежде относились к Липовской волости Щигровского уезда) и Кшеневский сельсовет прежней Крестищенской волости.
На территории современного района в 1931 году было расположено 19 сельсоветов: Александровский, Верхнеапоченский, Верхнерагозецкий, Городищенский, Горияновский (включал деревни Березовчик, Октябрьское (Горяиновка) и село Мармыжи), Грязновский, Емельяновский, Краснодолинский, Красный (включал село Мелехово, деревни Волжанец, Голощаповка, Бибиково и Шишкино), Кшенский (включал село Кшень), Крестищенский, Ледовский, Липовчанский, Мансуровский, Нижнегуровский, Переволоченский, Расховецкий, Советский (станция Кшень, посёлок Коммунар и деревню Дицево), Среднерасховецкий (в том числе и станция Мармыжи).
С 1934 года район в составе вновь образованной Курской области. В 1935 году из Воловского района были переданы Михайлоанненский, Петровокарцевский и Тимоноивановский сельсоветы, которые были затем объединены в Петровокарцевский сельсовет. С начала 1938 года Нижнегуровский сельсовет был разделён на два — Куйбышевский сельсовет и Нижнегуровский сельсовет. К лету 1941 года в районе было 22 сельсовета.
В 1956 году в связи с упразднением Октябрьского района Советскому району были подчинены Натальинский и Нижнеграйворонский сельсоветы, площадь территории района увеличилась до 1,2 тыс. км². Также в 1956 году из состава района были на непродолжительное время исключены Верхнеапоченский и Верхнерагозецкий сельсоветы в связи с передачей их Ястребовскому району.
В 1960-е гг. в ходе всесоюзной реформы по разделению на сельскохозяйственные и промышленные районы в состав района включался также и Касторенский район, а Верхнеапоченский и Верхнерагозецкий сельсоветы в 1962 году включались в состав Горшеченского района.

## Население
| 2002    | 2004    | 2007    | 2009    | 2010    | 2011    | 2012    | 2013    | 2014    |
| ------- | ------- | ------- | ------- | ------- | ------- | ------- | ------- | ------- |
| 23 673  | ↘23 200 | ↘21 599 | ↘21 223 | ↘19 080 | ↘18 973 | ↘18 468 | ↘18 167 | ↘17 837 |
| 2015    | 2016    | 2017    | 2018    | 2019    | 2020    | 2021    |         |         |
| ↘17 592 | ↘17 294 | ↘17 004 | ↘16 837 | ↘16 657 | ↘16 452 | ↘16 348 |         |         |

### Урбанизация
Городское население (рабочий посёлок (пгт) Кшенский) составляет 34.17 % от всего населения района.

### Национальный состав
По итогам переписи населения 2020 года проживали следующие национальности (национальности менее 0,1 % и другое, см. в сноске к строке «Другие»):
| Национальность | Численность, чел. | Доля     |
| -------------- | ----------------- | -------- |
| Русские        | 15 481            | 94,70 %  |
| Украинцы       | 66                | 0,40 %   |
| Турки          | 25                | 0,15 %   |
| Армяне         | 20                | 0,12 %   |
| Другие         | 756               | 4,63 %   |
| Итого          | 16 348            | 100,00 % |

## Административное деление
Советский район как административно-территориальная единица включает 18 сельсоветов и один рабочий посёлок.
В рамках организации местного самоуправления в муниципальный район входят 11 муниципальных образований, в том числе 1 городское и 10 сельских поселений:
| №        | Муниципальное образование    | Административный центр   | Количество населённых пунктов | Население (чел.) | Площадь (км²) |
| -------- | ---------------------------- | ------------------------ | ----------------------------- | ---------------- | ------------- |
| 1e-06    | Городское поселение:         |                          |                               |                  |               |
| 1        | посёлок Кшенский             | рабочий посёлок Кшенский | 1                             | ↗5586            | 8,42          |
| 1.000002 | Сельские поселения:          |                          |                               |                  |               |
| 2        | Александровский сельсовет    | деревня Александровка    | 15                            | ↘970             | 183,06        |
| 3        | Верхнерагозецкий сельсовет   | деревня Ефросимовка      | 7                             | ↘787             | 112,44        |
| 4        | Волжанский сельсовет         | деревня Волжанец         | 12                            | ↗2200            | 125,15        |
| 5        | Краснодолинский сельсовет    | село Красная Долина      | 18                            | ↘1078            | 124,24        |
| 6        | Ледовский сельсовет          | село Перцевка            | 13                            | ↘567             | 118,42        |
| 7        | Ленинский сельсовет          | посёлок имени Ленина     | 10                            | ↗1158            | 118,33        |
| 8        | Мансуровский сельсовет       | село Мансурово           | 12                            | ↗873             | 156,24        |
| 9        | Михайлоанненский сельсовет   | деревня Кирилловка       | 7                             | ↘605             | 69,51         |
| 10       | Нижнеграйворонский сельсовет | село Нижняя Грайворонка  | 9                             | ↘1129            | 121,22        |
| 11       | Советский сельсовет          | деревня Дицево           | 14                            | ↘1395            | 64,31         |

В ходе муниципальной реформы 2006 года в составе новообразованного муниципального района законом Курской области от 21 октября 2004 года были созданы 19 муниципальных образований, в том числе одно городское поселение (в рамках рабочего посёлка) и 18 сельских поселений в границах сельсоветов.
Законом Курской области от 26 апреля 2010 года был упразднён ряд сельских поселений: Натальинский сельсовет (включён в Нижнеграйворонский сельсовет); Переволоченский сельсовет и Расховецкий сельсовет (включены в Ленинский сельсовет); Среднерасховецкий сельсовет (включён в Ледовский сельсовет); Октябрьский сельсовет (включён в Краснодолинский сельсовет); Крестищенский сельсовет (включён в Мансуровский сельсовет); Городищенский сельсовет (включён в Александровский сельсовет); Верхнеапоченский сельсовет (включён в Верхнерагозецкий сельсовет). Соответствующие сельсоветы как административно-территориальные единицы упразднены не были.

## Населённые пункты
В Советском районе 118 населённых пунктов, в том числе один городской (рабочий посёлок) и 117 сельских населённых пунктов.
| №   | Населённый пункт             | Тип              | Население | Муниципальное образование    |
| --- | ---------------------------- | ---------------- | --------- | ---------------------------- |
| 1   | Адамовка                     | посёлок          | ↘24       | Ледовский сельсовет          |
| 2   | Азовка                       | деревня          | ↘3        | Ленинский сельсовет          |
| 3   | Александровка                | деревня          | ↘44       | Александровский сельсовет    |
| 4   | Александровка                | деревня          | ↘18       | Михайлоанненский сельсовет   |
| 5   | Аннено                       | деревня          | ↘3        | Александровский сельсовет    |
| 6   | Арцибашевка                  | деревня          | ↘71       | Краснодолинский сельсовет    |
| 7   | Афанасьевка                  | деревня          | ↘81       | Александровский сельсовет    |
| 8   | Барково                      | деревня          | ↘65       | Ледовский сельсовет          |
| 9   | Березовчик                   | деревня          | ↘168      | Краснодолинский сельсовет    |
| 10  | Бибиково                     | деревня          | ↘81       | Волжанский сельсовет         |
| 11  | Большая Карповка             | деревня          | ↘78       | Советский сельсовет          |
| 12  | Бородаевка                   | деревня          | ↘155      | Мансуровский сельсовет       |
| 13  | Быстрик                      | посёлок          | ↘22       | Волжанский сельсовет         |
| 14  | Варварино                    | деревня          | ↘106      | Нижнеграйворонский сельсовет |
| 15  | Васютина                     | деревня          | →2        | Краснодолинский сельсовет    |
| 16  | Верхнее Гурово               | село             | ↘189      | Ледовский сельсовет          |
| 17  | Верхние Апочки               | село             | ↘413      | Верхнерагозецкий сельсовет   |
| 18  | Верхняя Гриневка             | деревня          | ↘17       | Ледовский сельсовет          |
| 19  | Волжанец                     | деревня          | ↘1025     | Волжанский сельсовет         |
| 20  | Воронцовка                   | деревня          | ↘31       | Ледовский сельсовет          |
| 21  | Голощаповка                  | деревня          | ↘153      | Волжанский сельсовет         |
| 22  | Горностаевка                 | деревня          | ↘27       | Ленинский сельсовет          |
| 23  | Городище                     | деревня          | ↘172      | Александровский сельсовет    |
| 24  | Грязное                      | село             | ↘224      | Александровский сельсовет    |
| 25  | Грязноивановка               | деревня          | ↘120      | Александровский сельсовет    |
| 26  | Губерния                     | посёлок          | ↘20       | Ледовский сельсовет          |
| 27  | Дицево                       | деревня          | ↗157      | Советский сельсовет          |
| 28  | Дице-Платовец                | деревня          | ↘0        | Краснодолинский сельсовет    |
| 29  | Дубиновка                    | деревня          | ↘128      | Верхнерагозецкий сельсовет   |
| 30  | Екатериновка                 | деревня          | ↘17       | Мансуровский сельсовет       |
| 31  | Екатериновка                 | деревня          | ↘0        | Нижнеграйворонский сельсовет |
| 32  | Екатериновка                 | деревня          | ↘65       | Советский сельсовет          |
| 33  | Емельяновка                  | село             | ↘26       | Мансуровский сельсовет       |
| 34  | Емельяновка                  | деревня          | ↘60       | Нижнеграйворонский сельсовет |
| 35  | Ефросимовка                  | деревня          | ↘267      | Верхнерагозецкий сельсовет   |
| 36  | Заречье                      | деревня          | ↘113      | Краснодолинский сельсовет    |
| 37  | Золотые Ключи                | деревня          | ↘23       | Нижнеграйворонский сельсовет |
| 38  | Ивановка                     | деревня          | ↗95       | Краснодолинский сельсовет    |
| 39  | имени Ленина                 | посёлок          | ↘667      | Ленинский сельсовет          |
| 40  | имени Пушкина                | посёлок          | ↘120      | Краснодолинский сельсовет    |
| 41  | Каменогорка                  | деревня          | ↘109      | Александровский сельсовет    |
| 42  | Каратеевка                   | деревня          | ↘31       | Ледовский сельсовет          |
| 43  | Карповка                     | хутор            | ↘2        | Советский сельсовет          |
| 44  | Кирилловка                   | деревня          | ↘204      | Михайлоанненский сельсовет   |
| 45  | Коммунар                     | посёлок          | ↘608      | Советский сельсовет          |
| 46  | Константиновка               | деревня          | ↘0        | Советский сельсовет          |
| 47  | Красная Долина               | село             | ↘174      | Краснодолинский сельсовет    |
| 48  | Красная Заря                 | деревня          | ↘12       | Александровский сельсовет    |
| 49  | Красный Парус                | посёлок          | ↘172      | Советский сельсовет          |
| 50  | Крестище                     | село             | ↘293      | Мансуровский сельсовет       |
| 51  | Крыловка                     | посёлок          | ↘99       | Советский сельсовет          |
| 52  | Кшенский                     | рабочий посёлок  | ↗5586     | посёлок Кшенский             |
| 53  | Кшень                        | село             | ↘105      | Мансуровский сельсовет       |
| 54  | Ледовское                    | село             | ↘236      | Ледовский сельсовет          |
| 55  | Липовчик                     | село             | ↘462      | Волжанский сельсовет         |
| 56  | Малая Карповка               | деревня          | →0        | Советский сельсовет          |
| 57  | Мансурово                    | село             | ↘154      | Мансуровский сельсовет       |
| 58  | Мармыжи                      | село             | ↘22       | Краснодолинский сельсовет    |
| 59  | Марьевка                     | деревня          | ↘78       | Краснодолинский сельсовет    |
| 60  | Мелавчик                     | деревня          | ↘57       | Советский сельсовет          |
| 61  | Мелехово                     | село             | ↘251      | Волжанский сельсовет         |
| 62  | Михайлоанненка               | деревня          | ↘221      | Михайлоанненский сельсовет   |
| 63  | Моздовка                     | посёлок          | ↘91       | Волжанский сельсовет         |
| 64  | Мочаки                       | деревня          | ↘46       | Верхнерагозецкий сельсовет   |
| 65  | Натальино                    | деревня          | ↘154      | Нижнеграйворонский сельсовет |
| 66  | Нижнее Гурово                | село             | ↘222      | Волжанский сельсовет         |
| 67  | Нижнее Гурово                | село             | ↘0        | Ледовский сельсовет          |
| 68  | Нижняя Грайворонка           | село             | ↘470      | Нижнеграйворонский сельсовет |
| 69  | Николаево                    | деревня          | ↘15       | Мансуровский сельсовет       |
| 70  | Октябрьское                  | село             | ↘147      | Краснодолинский сельсовет    |
| 71  | Павловка                     | деревня          | ↘29       | Нижнеграйворонский сельсовет |
| 72  | Панское                      | деревня          | ↘63       | Мансуровский сельсовет       |
| 73  | Переволочное                 | село             | ↘217      | Ленинский сельсовет          |
| 74  | Перцевка                     | село             | ↘144      | Ледовский сельсовет          |
| 75  | Петрово-Карцево              | село             | ↘198      | Советский сельсовет          |
| 76  | Петровское                   | село             | ↘52       | Краснодолинский сельсовет    |
| 77  | Петропавловка                | деревня          | ↘238      | Александровский сельсовет    |
| 78  | Платавец                     | деревня          | ↘15       | Михайлоанненский сельсовет   |
| 79  | Платовец                     | посёлок          | ↘46       | Советский сельсовет          |
| 80  | Поддергузовка                | деревня          | ↘39       | Александровский сельсовет    |
| 81  | Пожидаевка                   | деревня          | ↘28       | Ленинский сельсовет          |
| 82  | Пожидаевка                   | деревня          | ↘89       | Мансуровский сельсовет       |
| 83  | Поляна                       | посёлок          | ↘20       | Волжанский сельсовет         |
| 84  | Рагозинка                    | хутор            | ↘25       | Ледовский сельсовет          |
| 85  | Раково                       | деревня          | ↘49       | Мансуровский сельсовет       |
| 86  | Расховец                     | посёлок разъезда | ↘14       | Ленинский сельсовет          |
| 87  | Расховец                     | село             | ↘189      | Ленинский сельсовет          |
| 88  | Расховецкий                  | посёлок          | ↘206      | Ленинский сельсовет          |
| 89  | Садовый                      | посёлок          | ↘238      | Михайлоанненский сельсовет   |
| 90  | Сельцо Грязное               | деревня          | ↘18       | Александровский сельсовет    |
| 91  | Сенное                       | хутор            | ↘1        | Верхнерагозецкий сельсовет   |
| 92  | Серебряковка                 | деревня          | ↘6        | Советский сельсовет          |
| 93  | Серебрянка                   | деревня          | ↘47       | Краснодолинский сельсовет    |
| 94  | Сиделевка                    | деревня          | ↘42       | Ленинский сельсовет          |
| 95  | Советский                    | посёлок          | ↘8        | Краснодолинский сельсовет    |
| 96  | Соколовка                    | посёлок          | ↘161      | Краснодолинский сельсовет    |
| 97  | Средний Расховец             | деревня          | ↘88       | Ледовский сельсовет          |
| 98  | Сухотиновка                  | деревня          | ↘3        | Краснодолинский сельсовет    |
| 99  | Троицкое                     | деревня          | ↘33       | Верхнерагозецкий сельсовет   |
| 100 | Усть-Грязное                 | деревня          | ↗21       | Краснодолинский сельсовет    |
| 101 | Усть-Крестище                | деревня          | ↘15       | Мансуровский сельсовет       |
| 102 | Фабровка                     | посёлок          | ↘2        | Ледовский сельсовет          |
| 103 | Федоринка                    | деревня          | ↘3        | Советский сельсовет          |
| 104 | Фотинка                      | посёлок          | ↘44       | Волжанский сельсовет         |
| 105 | Цыганка                      | деревня          | ↘1        | Волжанский сельсовет         |
| 106 | Чепелевка                    | деревня          | ↘58       | Верхнерагозецкий сельсовет   |
| 107 | Шатиловка                    | деревня          | ↘0        | Краснодолинский сельсовет    |
| 108 | Шевченко                     | хутор            | ↘44       | Мансуровский сельсовет       |
| 109 | Шишкино                      | деревня          | ↘43       | Волжанский сельсовет         |
| 110 | Юрасово                      | деревня          | ↘12       | Ленинский сельсовет          |
| 111 | 1-е Михайлоанненские Выселки | деревня          | ↘101      | Михайлоанненский сельсовет   |
| 112 | 1-е Подгородище              | село             | ↘89       | Александровский сельсовет    |
| 113 | 1-я Долина                   | деревня          | ↘59       | Александровский сельсовет    |
| 114 | 2-е Михайлоанненские Выселки | деревня          | ↗16       | Михайлоанненский сельсовет   |
| 115 | 2-е Подгородище              | село             | ↘35       | Александровский сельсовет    |
| 116 | 2-я Васильевка               | деревня          | ↘536      | Нижнеграйворонский сельсовет |
| 117 | 2-я Долина                   | деревня          | ↘22       | Александровский сельсовет    |
| 118 | 2-я Николаевка               | деревня          | ↘60       | Нижнеграйворонский сельсовет |

## Руководство
Пост главы администрации Советского района с 2009 по 2019 гг. занимал Савельев Владимир Александрович. 3 октября  2019 года его сменил Жилинков Владимир Михайлович.

## Экономика
Сельское хозяйство является основным видом деятельности.

## Транспорт
Через район проходит железнодорожная линия «Курск—Касторная» и ветка «Мармыжи—Верховье» Курско-Орловского отделения Московской железной дороги, федеральная дорога Р298.

## Спорт
В районе с 2007 имеется спортивная школа, «Советская ДЮСШ».

## Культура
В районе имеется 47 клубных учреждений, школа искусств, 36 библиотек
«Вдохновение» — клуб творческих людей Советского района. Тут есть писатели, поэты, композиторы, актёры. 16 марта 2009 года выпущен сборник стихов «Её величество, строка, не обойди меня…»

## Достопримечательности
В селе Нижнее Гурово — церковь Рождества Пресвятой Богородицы (1851 год), в селе Красная Долина — церковь иконы Божьей Матери Владимирской (1829 год), в селе Липовчик — церковь иконы Божьей Матери Владимирской (1850 год), в селе Мармыжи — церковь Покрова Пресвятой Богородицы, по проекту и на средства Вячеслава Клыкова.
Крест с распятием (1996 год) в селе Мармыжи, на месте захоронения погибших воинов за освобождение ст. Мармыжи и окрестных сел во время Великой Отечественной войны, Памятник основателям славянской письменности и культуры Кириллу и Мефодию (1995 год) в посёлке Кшенском, автор — скульптор В. М. Клыков.

## Известные жители
В селе Мармыжи родился и похоронен известный скульптор Вячеслав Михайлович Клыков.
Род Медведевых, к которому принадлежит Премьер-Министр России Д. А. Медведев, происходит из деревни Мансурово (село с 2011 года) этого района.
Дмитрий Витальевич Булгаков (род. 20 октября 1954 года, с. Верхнее Гурово Советского района Курской области) — российский военный деятель. С 2 декабря 2008 года по 27 июля 2010 года начальник Тыла Вооружённых Сил — заместитель Министра обороны Российской Федерации. С 27 июля 2010 года — заместитель Министра обороны Российской Федерации. Воинское звание генерал армии присвоено Указом Президента России от 23 февраля 2011 года.
В сентябре 2015 года включён в санкционный список Украины.
С началом военной операции России в Сирии в сентябре 2015 года руководит снабжением российских войск. За мужество и героизм, проявленные при исполнении воинского долга, в мае 2016 года удостоен высшей государственной награды — Герой Российской Федерации.
Доктор экономических наук, профессор.
Алексей Фёдорович Маслов (р. 23 сентября 1953 года, деревня Панское Советского района Курской области) — российский военный деятель. 5 ноября 2004 года Указом Президента России назначен Главнокомандующим Сухопутными войсками Российской Федерации. Указом Президента России Путина В. В. от 15 декабря 2006 года А. Ф. Маслову присвоено воинское звание генерал армии.
1 августа 2008 года назначен Главным военным представителем Российской Федерации при Организации Североатлантического договора (НАТО) в Брюсселе.
В октябре 2011 года в запасе ВС РФ.
Барабанщиков, Василий Матвеевич  (27 мая 1922—1990) — советский военачальник, командир 28-й гвардейской ракетной дивизии (май 1967 — февраль 1975), генерал-майор. Участник Великой Отечественной войны.
Булгаков, Василий Иванович (1 января 1910 село Крестище Советского района Курской области —1994) — советский военачальник, генерал-лейтенант.